# Monophlebus atripennis
Monophlebus atripennis är en insektsart som beskrevs av Hermann Burmeister 1835. Monophlebus atripennis ingår i släktet Monophlebus och familjen pärlsköldlöss. Inga underarter finns listade i Catalogue of Life.